# Micropera
Micropera là một chi thực vật có hoa trong họ, Orchidaceae.